# Prefazione a "La Bible d'Amiens"
Nel 1904 è pubblicata La Bible d'Amiens, opera scritta da John Ruskin nel 1885 sulla cattedrale di Amiens, nella traduzione di Marcel Proust (in italiano vi è una traduzione di Salvatore Quasimodo).
Proust aveva ancora una conoscenza scolastica dell'inglese, ma questo non costituì un ostacolo per lui, ritenendo Ruskin un suo grande maestro. Inoltre, venne aiutato dalla madre e da qualche amico.
Oltre alla traduzione del testo di Ruskin, Proust ne scrisse la prefazione (60 pagine per un testo di circa 120). Questo libro ha due dediche: una di Proust, che dedica la traduzione a suo padre morto nel 1903, e l'altra è un pensiero di Ruskin.
Proust aveva abbandonato il romanzo Jean Santeuil scritto dal 1895 al 1900 perché non lo aveva soddisfatto, così la sua creatività si era esercitata solo sugli articoli mondani di Le Figaro. Una lunga stagione per mettere a fuoco le sue idee sul lavoro di scrittore, sullo scopo della letteratura e su come questa ci può aiutare a conoscere noi stessi.
Proust contribuisce (è uno dei primi a tradurlo in francese) al successo improvviso di Ruskin in Francia. Da lì a poco però il critico d'arte inglese verrà messo da parte, forse perché considerato un predicatore, mancante di vera eleganza, e per assenza di rigore scientifico. D'altra parte per Proust questa sua lettura resta un incontro importante, imparandone per esempio un certo uso della digressione.

## Le parole di Marcel Proust
- Il piacere dello scrittore: «Quando si lavora per piacere agli altri si può non raggiungere lo scopo; ma le cose che si compiono per far piacere a noi stessi hanno sempre la probabilità di interessare qualcuno».
- Il metodo dello scrittore: «Scrivendo il suo libro, Ruskin non si è preoccupato di lavorare per voi, egli non ha fatto altro che pubblicare il suo ricordo e aprirvi il suo cuore».
- La forza della letteratura: «Poiché le parole del genio possono, altrettanto bene come lo scalpello, dare alle cose una forma immortale. Anche la letteratura è una lampada del sacrificio che si consuma per illuminare i posteri».
- L'uomo di genio: «I suoi pensieri, in un certo senso, gli vengono come prestati durante la sua vita, di cui essi sono i compagni. Alla sua morte essi ritornano all'umanità alla quale servono d'insegnamento».
- La bellezza dell'arte: «So che la bellezza di un quadro non dipende dalle cose che vi sono rappresentate».
- Come arrivare a conoscere noi stessi: «Non esiste modo migliore per giungere ad avere coscienza di ciò che sentiamo noi stessi se non cercando di ricreare in noi quello che ha sentito un maestro. In questo sforzo profondo noi portiamo alla luce, con il suo, il nostro stesso pensiero».